# Landesliga Schleswig-Holstein (seit 2017)
Die Landesliga Schleswig-Holstein ist seit 2017 wieder die zweithöchste Spielklasse des Schleswig-Holsteinischen Fußballverbandes (SHFV). Es gab sie bereits von 1968 bis 1999. Im „flexiblen Spielbetrieb“ kämpfen 32 Mannschaften in zwei Staffeln (Schleswig und Holstein) um den Aufstieg in die Flens Oberliga bzw. gegen den Abstieg in die Verbandsliga.

## Geschichte
Seit der ersten Stufe der Ligareform 1999 bildete die viergleisige Bezirksoberliga die zweithöchste Spielklasse in Schleswig-Holstein. Daran änderte sich nach der Auflösung der Bezirke 2008 nur, dass diese Spielklasse nun „Verbandsliga“ hieß und die vier Staffeln neu zugeschnitten waren. Im Jahre 2016 fanden beim SHFV Gespräche über eine abermalige Strukturreform statt, bei der es zunächst nur um die Zusammenlegung einzelner Kreisverbände ging. Später wurde auch über die Ligastruktur gesprochen, nachdem einige Aufsteiger aus der Verbandsliga in der folgenden Spielzeit große sportliche Probleme hatten. Schließlich wurde im Juni 2016 die Wiedereinführung der Landesliga beschlossen, die über der Verbandsliga angesiedelt würde.
Für die Premierensaison 2017/18 qualifizierten sich die folgenden Mannschaften:
- Absteiger aus der Schleswig-Holstein-Liga 2016/17: TSV Altenholz, TuS Hartenholm, FC Kilia Kiel, TSV Kropp, Oldenburger SV, TSG Concordia Schönkirchen
- Platz zwei bis sieben der Verbandsliga Nord-West 2016/17: BSC Brunsbüttel, SG Geest 05, Husumer SV, Blau-Weiß Löwenstedt, TSV Rantrum, Schleswig 06
- Platz zwei bis sieben der Verbandsliga Nord-Ost 2016/17: TSV Bordesholm, Büdelsdorfer TSV, Eckernförder SV, Gettorfer SC, Heikendorfer SV, Osterrönfelder TSV
- Platz zwei bis sieben der Verbandsliga Süd-West 2016/17: VfR Horst, VfL Kellinghusen, SSC Phoenix Kisdorf, FC Reher/Puls, SV Schackendorf, SV Todesfelde II
- Platz zwei bis sieben der Verbandsliga Süd-Ost 2016/17: SV Eichede II, 1. FC Phönix Lübeck, VfB Lübeck II, SV Preußen Reinfeld, Grün-Weiß Siebenbäumen, TSV Travemünde
- Aufstiegsrunde der Achten der Verbandsligen 2016/17: TSV Klausdorf (Nord-Ost), TSV Pansdorf (Süd-Ost)

## Modus
Die 32 Mannschaften spielen in zwei Gruppen mit jeweils 16 Mannschaften im Ligasystem die Auf- bzw. Absteiger aus. Die Einteilung erfolgt(e) – auch in den Spielklassen darunter – EDV-gestützt nach geographischen Gesichtspunkten, wobei den Vereinen ein Mitspracherecht eingeräumt wurde. Die beiden Staffeln tragen die Bezeichnungen Schleswig und Holstein in Anlehnung an die historischen Landesteile Schleswig-Holsteins, allerdings mäandert die Eider – laut Überlieferung der Grenzfluss – ohne Rücksicht auf den Fußball durch beide Staffeln. So oder so steigen deren beide Meister am Saisonende automatisch in die Oberliga auf, während die beiden Vizemeister in Hin- und Rückspiel einen dritten Aufsteiger ermitteln. Die drei letztplatzierten Mannschaften der beiden Staffeln steigen in die Verbandsliga ab.

## Gründungsmitglieder in der Saison 2017/18
| Schleswig | Holstein |
| --- | --- |
| - TSV Altenholz - TSV Bordesholm - Büdelsdorfer TSV - Eckernförder SV - SG Geest 05 - Gettorfer SC - Heikendorfer SV - Husumer SV - FC Kilia Kiel - TSV Klausdorf - TSV Kropp - Blau-Weiß Löwenstedt - Osterrönfelder TSV - TSV Rantrum - Schleswig 06 - TSG Concordia Schönkirchen | - BSC Brunsbüttel - SV Eichede II - TuS Hartenholm - VfR Horst - VfL Kellinghusen - SSC Phoenix Kisdorf - 1. FC Phönix Lübeck - VfB Lübeck II - Oldenburger SV - TSV Pansdorf - FC Reher/Puls - SV Preußen Reinfeld - SV Schackendorf - SV Grün-Weiß Siebenbäumen - SV Todesfelde II - TSV Travemünde |

Aufsteiger in die Oberliga Schleswig-Holstein waren nach Abschluss der Saison der TSV Kropp (Meister Schleswig), der VfB Lübeck II (Meister Holstein) und der TSV Bordesholm (2. Schleswig nach Aufstiegsspielen gegen den TuS Hartenholm).

## Teilnehmer in der Saison 2024/25
Nachdem es aufgrund des Abbruchs der Saison 2019/20 zu einer Aufstockung der Landesliga von 32 auf 34 Mannschaften gekommen war, traten die Mannschaften seit der Saison 2020/21 in drei Gruppen gegeneinander an. Eigentlich wären es 36 Landesligisten gewesen, jedoch gab es einen freiwilligen Rückzug des TSV Travemünde. In der Saison 2023/24 starteten wieder zwei Staffeln mit je 16 Mannschaften.
| Schleswig | Holstein |
| --- | --- |
| - TSV Altenholz - SV Dörpum - IF Stjernen Flensborg - SC Weiche Flensburg 08 II (Absteiger) - TSV Friedrichsberg-Busdorf - TuS Jevenstedt (Aufsteiger) - Inter Türkspor Kiel (Absteiger) - SSG Rot-Schwarz Kiel - TSV Klausdorf - TSV Kronshagen (Aufsteiger) - TSV Kropp - RB Obere Treene (Aufsteiger) - Osterrönfelder TSV - TSV Rantrum - SV Frisia 03 Risum-Lindholm - Slesvig IF | - SSC Hagen Ahrensburg - SVT Bad Oldesloe (Aufsteiger) - TSV Bordesholm (Absteiger) - SV Eichede II - Eichholzer SV - TuS Hartenholm (Aufsteiger) - Kaltenkirchener TS - TSV Lägerdorf - 1. FC Phönix Lübeck II - SC Rapid Lübeck - TSV Pansdorf - Preetzer TSV - Ratzeburger SV - SC Rönnau 74 (Aufsteiger) - SV Grün-Weiß Siebenbäumen - SV Todesfelde II |

## Meister
| Saison  | Staffel             | Staffel             | Staffel             |
| Saison  | Schleswig           | Holstein            | Mitte               |
| ------- | ------------------- | ------------------- | ------------------- |
| 2017/18 | TSV Kropp           | VfB Lübeck II       | –                   |
| 2018/19 | Husumer SV          | Oldenburger SV      | –                   |
| 2019/20 | TSV Altenholz 1     | TSV Pansdorf 1      | –                   |
| 2020/21 | Saison annulliert 2 | Saison annulliert 2 | Saison annulliert 2 |
| 2021/22 | Husumer SV          | SV Eichede II 3     | FC Kilia Kiel       |
| 2022/23 | TSV Nordmark Satrup | MTSV Hohenwestedt   | SV Preußen Reinfeld |
| 2023/24 | TuS Rotenhof        | Eutin 08            | –                   |
| 2024/25 | Inter Türkspor Kiel | Kaltenkirchener TS  | –                   |